# Mariusz Gil
Mariusz Gil (né le 6 mai 1983 à Strzelce Krajeńskie) est un coureur cycliste polonais, membre de l'équipe Project Cross Racing et spécialisé dans la pratique du cyclo-cross. Multiple champion de Pologne de cyclo-cross dans différentes catégories, il a également remporté une médaille d'argent au championnat du monde de cyclo-cross espoirs en 2004.

## Palmarès en cyclo-cross
- 1999-2000
  -  Champion de Pologne de cyclo-cross juniors
- 2000-2001
  -  Champion de Pologne de cyclo-cross juniors
- 2001-2002
  -  Champion de Pologne de cyclo-cross espoirs
- 2002-2003
  -  Champion de Pologne de cyclo-cross espoirs
- 2003-2004
  -  Champion de Pologne de cyclo-cross espoirs
  -  Médaillé d'argent du championnat du monde de cyclo-cross espoirs
- 2004-2005
  -  Champion de Pologne de cyclo-cross espoirs
- 2005-2006
  - 3e du championnat de Pologne de cyclo-cross
- 2007-2008
  -  Champion de Pologne de cyclo-cross
- 2008-2009
  - 3e du championnat de Pologne de cyclo-cross
- 2009-2010
  -  Champion de Pologne de cyclo-cross
- 2010-2011
  -  Champion de Pologne de cyclo-cross
- 2011-2012
  -  Champion de Pologne de cyclo-cross
- 2012-2013
  - 2e du championnat de Pologne de cyclo-cross
- 2013-2014
  - 2e du championnat de Pologne de cyclo-cross
- 2016-2017
  - Tage des Querfeldeinsports (Day of Cyclocross), Ternitz
  - 2e du championnat de Pologne de cyclo-cross

### Classements
| Épreuve / Édition          | 2002/2003 | 2003/2004 | 2004/2005 | 2005/2006 | 2006/2007 | 2007/2008 | 2008/2009 | 2009/2010 | 2010/2011 | 2011/2012 | 2012/2013 | 2013/2014 |
| Championnat du monde       |           |           |           |           |           |           |           |           | 19e       | 22e       |           | 41e       |
| Coupe du monde (victoires) | 44e       |           |           |           |           | 10e       |           |           | 25e       | 14e       | 25e       | 30e       |
| Superprestige              |           |           |           |           |           |           |           |           | 22e       | 14e       | 21e       | 65e       |
| Trophée Banque Bpost       |           |           |           |           |           |           |           |           | 24e       | 18e       | 64e       | 39e       |
| Championnat de Pologne     |           |           |           | 3e        |           | 1er       | 3e        | 1er       | 1er       | 1er       | 2e        | 2e        |